# Автострада A21 (Італія)
Автострада A21 — це італійська автострада, яка з'єднує Турин з Брешією через долину річки По і місто П'яченца.

## Інциденти
- 2 січня 2018 року французький автомобіль врізався ззаду біля Брешії у вантажівку та зіткнувся, у свою чергу, з цистерною, що їхала попереду. Цистерна вибухнула, загинули шестеро людей[1].